# Paprotzaner Eisenhütte
Die Paprotzaner Eisenhütte ist ein stillgelegtes Eisenwerk in der oberschlesischen Stadt Tichau (poln. Tychy).
Die Eisenhütte wurde 1703 von Balthasar von Promnitz im gleichnamigen Dorf Paprotzan (poln. Paprocany) im damaligen Fürstentum Pleß errichtet. 1775 wurde sie im Auftrag von Friedrich Erdmann ausgebaut und nach seinem Sohn Ludwig benannt. Drei Jahre später wurde August Kiß, Vater des gleichnamigen Bildhauers August Kiß, als ihr Verwalter ernannt. 1796 wurde der Paprotzaner See für den Bedarf der Eisenhütte angelegt. 1835 modernisierte John Baildon die Anlage. Eine erste Dampfmaschine wurde jedoch erst 1856 in Betrieb gesetzt. 1878 wurde das Eisenwerk schließlich stillgelegt.

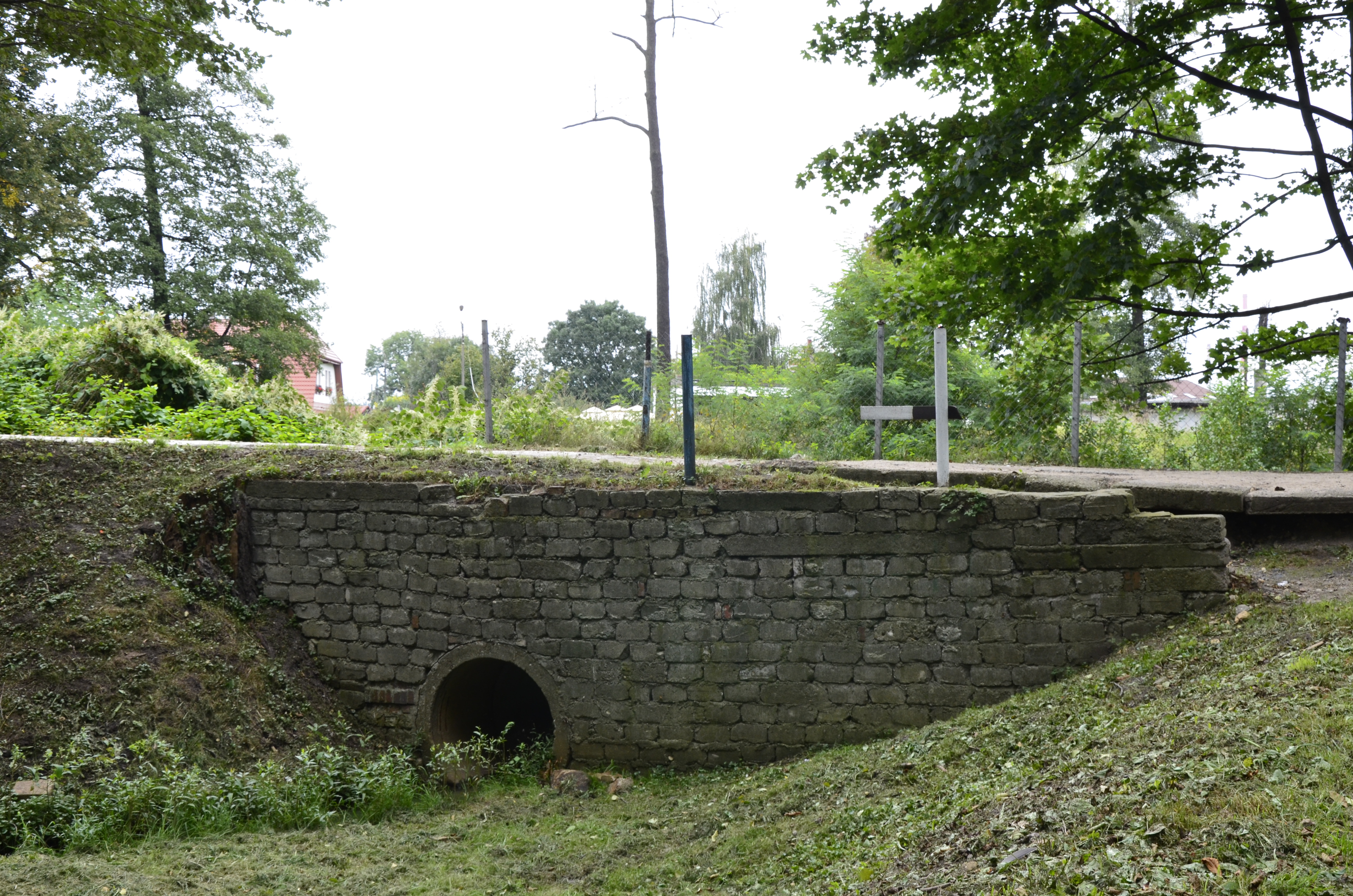
Alte Zufahrtsbrücke zu der Hütte
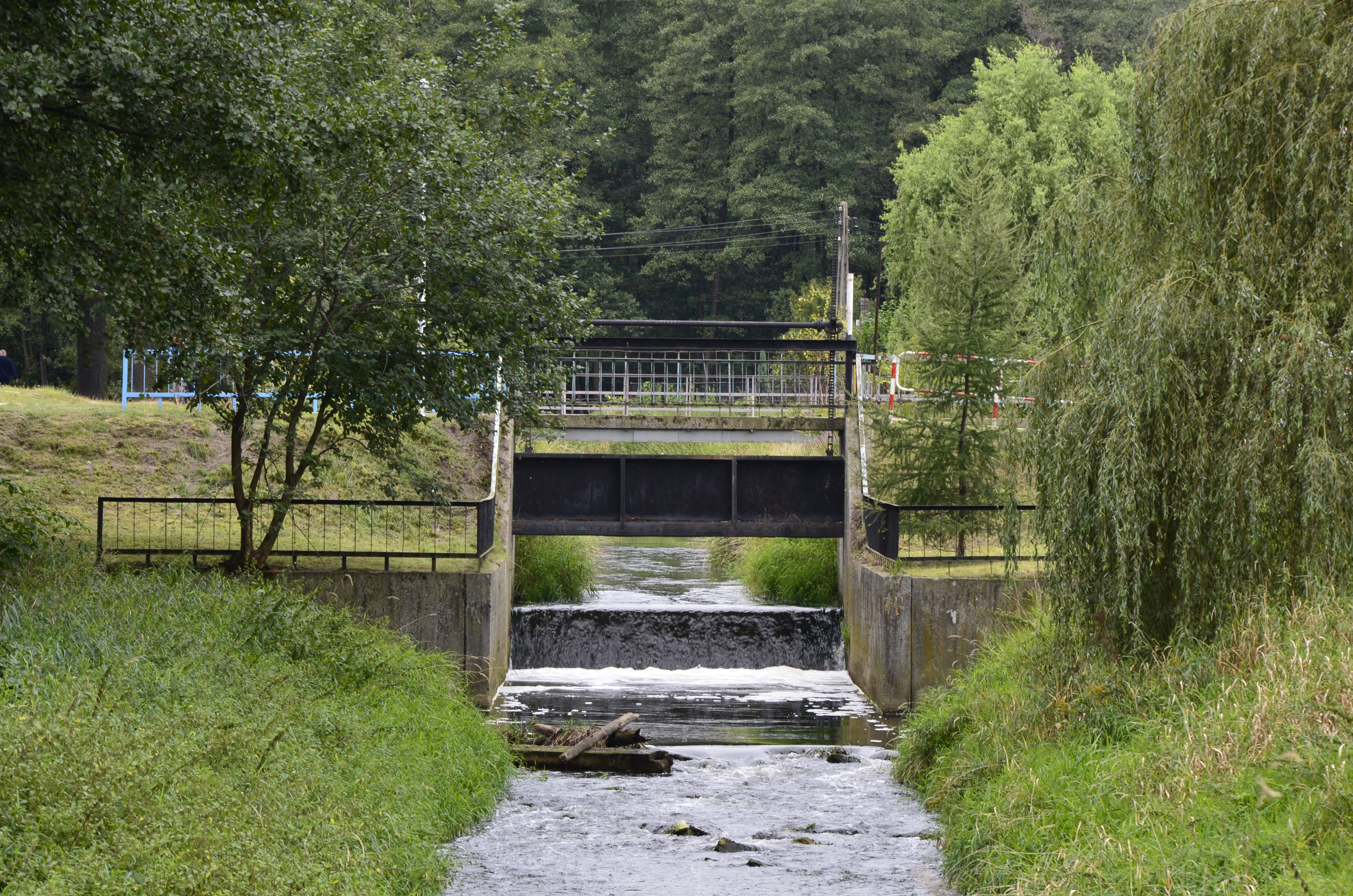
Damm
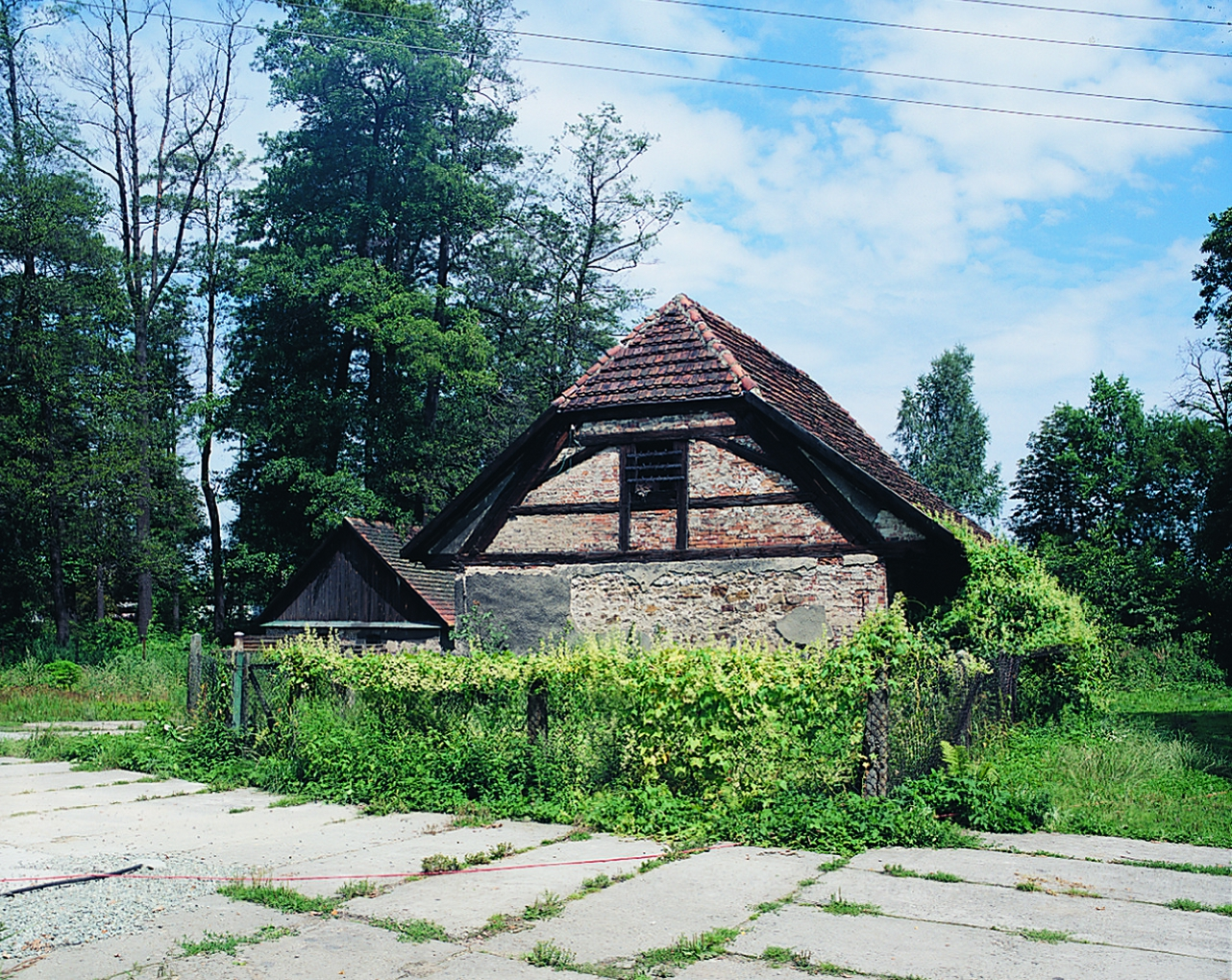
Gebäudekomplex
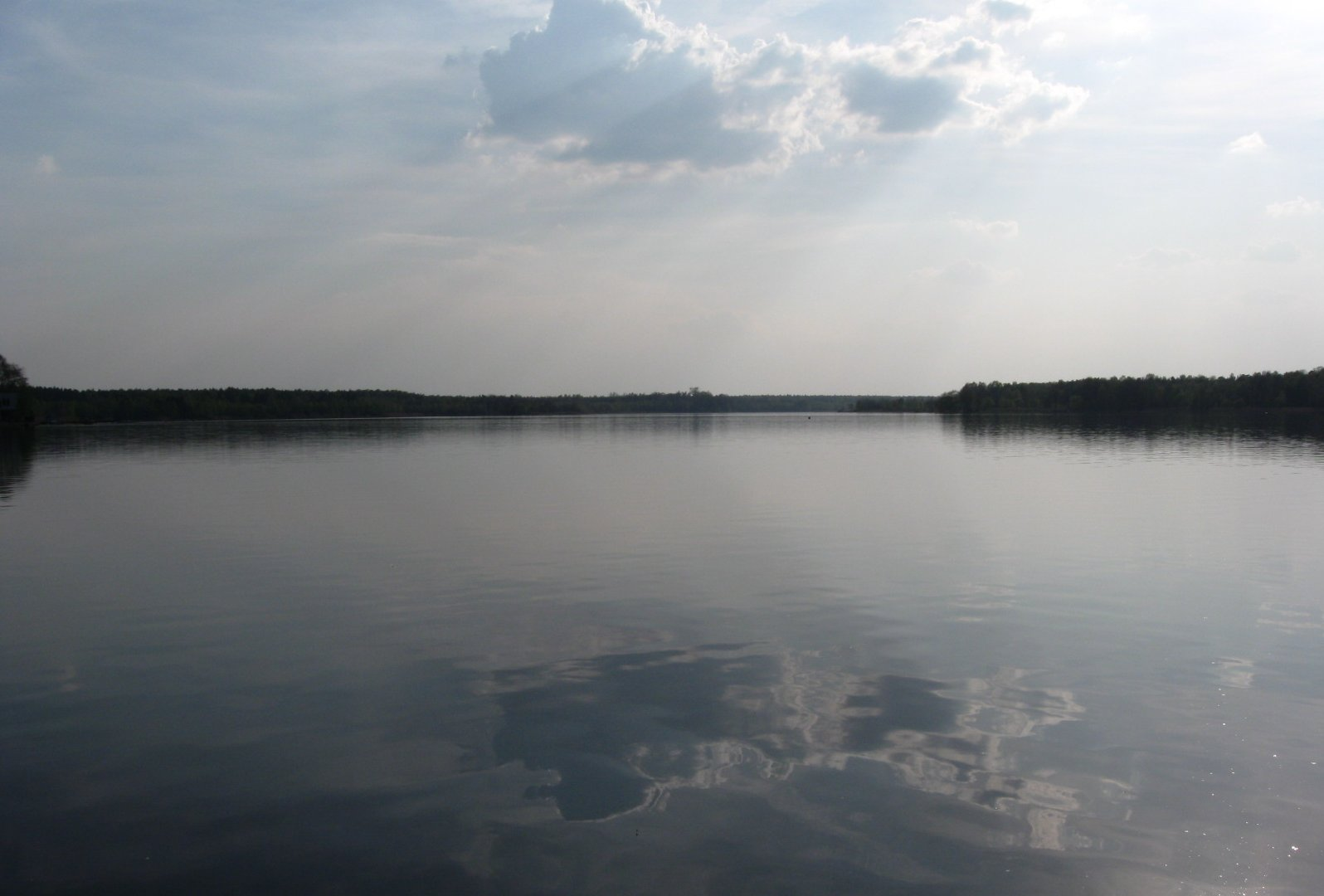
Paprotzaner See
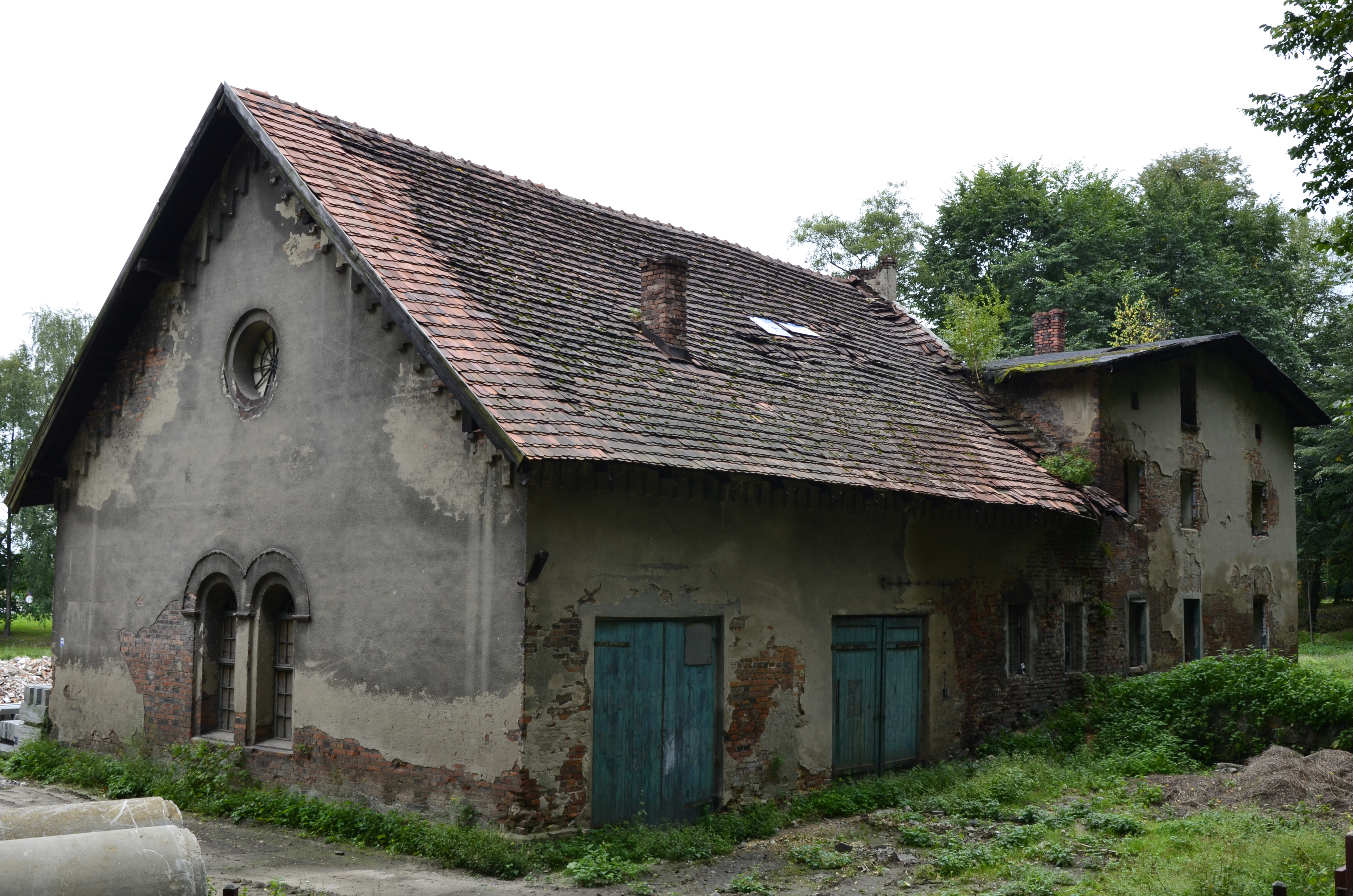
Produktionsgebäude
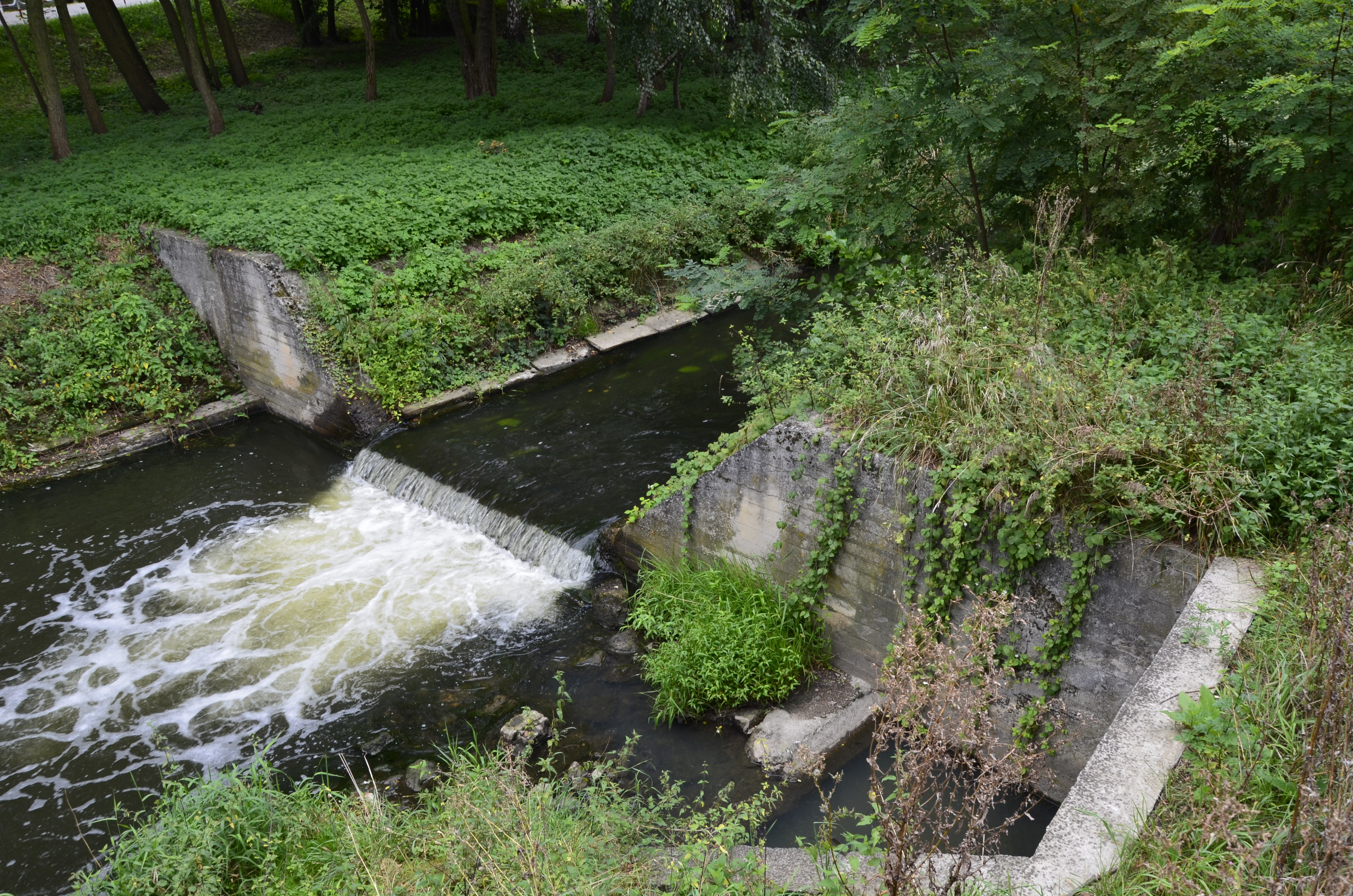
Überreste des Dammes
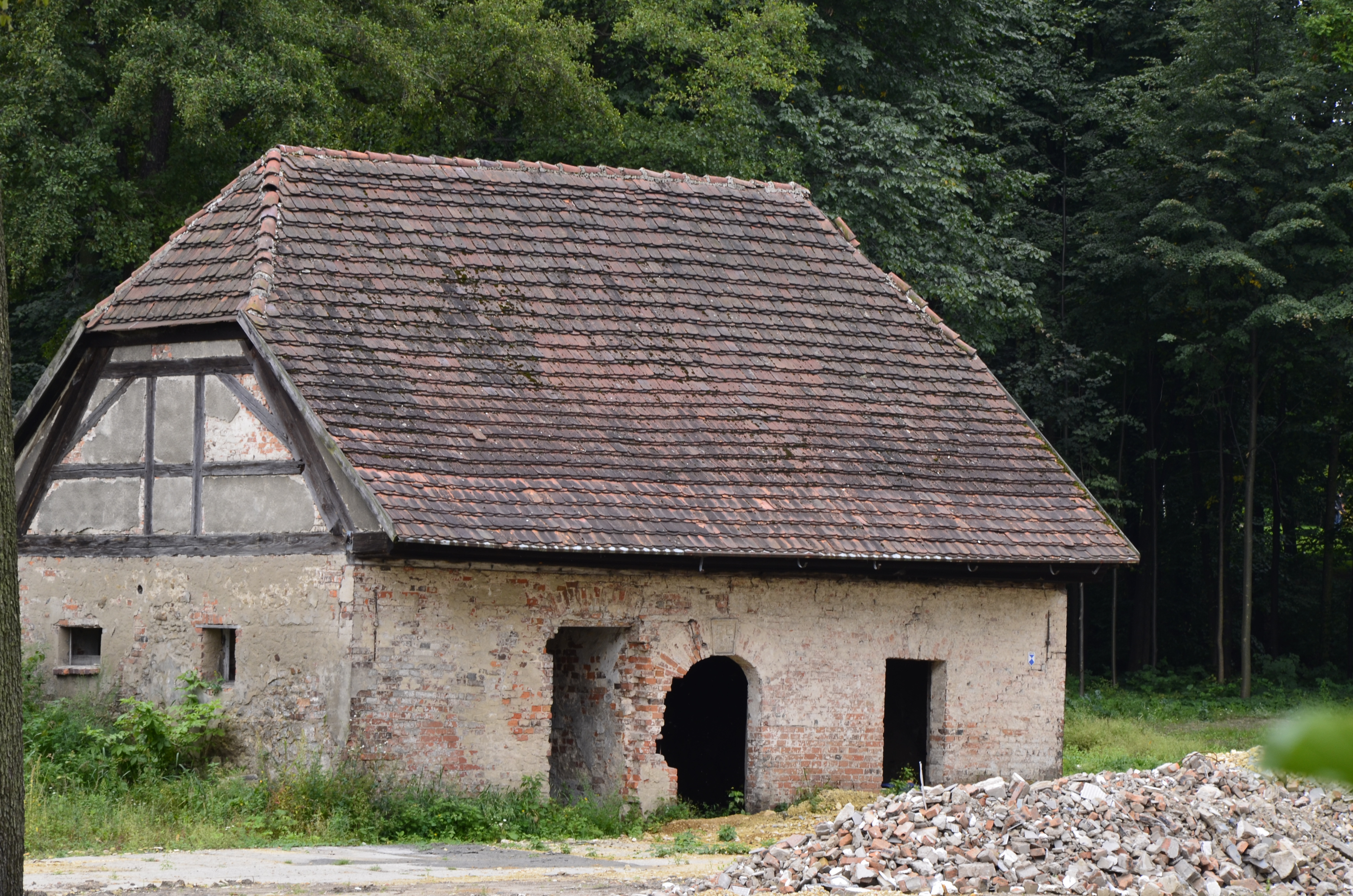
Wirtschaftsgebäude